# Vacha
Vacha is een Duitse stad in het westen van Thüringen, direct aan de grens met Hessen. Vacha telt 5.055 inwoners en maakt deel uit van het Wartburgkreis.

## Geografie
Vacha ligt in het Werradal aan de noordelijke uitlopers van de Rhön. Eisenach ligt circa 30 km noordoostelijk, Bad Hersfeld ongeveer 25 km westelijk van Vacha.

### Indeling
De stad bestaat naast de kernstad uit het stadsdeel Oberzella. Tot Vacha behoort de nederzetting Badelachen, tot Oberzella het gehucht Unterzella. Op het grondgebied van Oberzella bevinden zich daarnaast de wüstungen Heiligenroda, Niederndorf en Schwenge. Op 31 december 2013 werden de gemeenten Martinroda, Völkershausen met de nederzettingen Busengraben, Furthmühle, Hedwigshof, Kohlgraben, Luttershof, Rodenberg, Sauermühle en Willmanns en de gemeente Wölferbütt met de nederzettingen Mariengart en Masbach opgeheven en opgenomen in de stad.